# Agaram
Agaram è una suddivisione dell'India, classificata come town panchayat, di 12.784 abitanti, situata nel distretto di Dindigul, nello stato federato del Tamil Nadu. In base al numero di abitanti la città rientra nella classe IV (da 10.000 a 19.999 persone).

## Geografia fisica
La città è situata a 10° 28' 25 N e 77° 55' 56 E.

## Società

### Evoluzione demografica
Al censimento del 2001 la popolazione di Agaram assommava a 12.784 persone, delle quali 6.355 maschi e 6.429 femmine. I bambini di età inferiore o uguale ai sei anni assommavano a 1.426, dei quali 685 maschi e 741 femmine. Infine, coloro che erano in grado di saper almeno leggere e scrivere erano 7.444, dei quali 4.301 maschi e 3.143 femmine.